# Hypena elongalis
Hypena elongalis là một loài bướm đêm trong họ Erebidae.